# Panthera pardus
O leopardo (nome científico: Panthera pardus) é uma espécie de felídeo nativo da África e da Ásia. É, com o tigre, o leão, o leopardo-das-neves e a onça-pintada, um dos cinco grandes felinos do gênero Panthera. A espécie apresenta cerca de catorze subespécies regionais distribuídas pela África e Ásia, embora haja controvérsias quanto ao número. É também conhecido informalmente pela denominação de "onça" em Angola.

## Características
O leopardo possui de 1,20 m a 1,65 m de comprimento e entre 60–75 cm de altura na cernelha — dependendo da subespécie — e pesam entre 30 e 90 kg. O mais pesado leopardo encontrado possuía 96,5 kg. As fêmeas são menores e têm cerca de dois terços do tamanho do macho. De menor porte do que a onça pintada, o leopardo é conhecido por sua agilidade.
Sua pelagem é amarela, coberta por pequenas manchas redondas de coloração preta. O leopardo possui uma longa cauda, que o ajuda a manter o equilíbrio ao subir em árvores (onde preferem comer sua presa) ou ao fazer longas corridas em grandes velocidades (cerca de 60 km/h), diferentemente da onça que não possui cauda tão longa. No deserto, podem atingir 15 anos de idade.
O período fértil da fêmea dura cerca de 6 a 7 dias. Sua gestação dura aproximadamente 12 semanas (3 meses) e nascem em média de 2 a 4 filhotes.
Possui várias subespécies, das quais podem ser citadas as duas mais conhecidasː Leopardo-africano e leopardo-indiano. Há uma grande controvérsia sobre o número exato de subespécies que o leopardo possui, contudo um estudo mais recente considerando análises mitocondriais, aponta a existência de 9 subespécies válidas. Sendo que algumas estão criticamente ameaçadas, como o leopardo-de-amur e o leopardo-da-arábia.
O leopardo-nebuloso (Neofelis nebulosa) e o leopardo-das-neves (Panthera uncia), apesar de possuírem o primeiro nome em comum, são espécies que pertencem a gêneros diferentes, e portanto não são verdadeiramente leopardos.

### Variação de cor

O leopardo-negro, também conhecido como pantera-negra, é um exemplar com melanismo.

Há casos em que leopardos nascem com pelagem escura, quase totalmente negra (conhecidos na literatura como panteras-negras). Nesses indivíduos ocorre o melanismo, que é uma alteração genética. Apesar de sua pelagem escura, ainda é possível visualizar suas manchas, assim como ocorre na espécie onça-pintada.
A ocorrência de tal mutação é relativamente comum em exemplares que habitam florestas tropicais nas encostas de algumas montanhas da África (a exemplo do Monte Quênia) e nas florestas da Malásia. Também é relativamente comum em partes do sul da Índia, onde acredita-se que a quantidade de exemplares melanísticos exceda a de exemplares de coloração normal.
Apesar do melanismo total ser o mais comum, casos de exemplares pseudo-melanísticos já foram registrados.

## Leopardo vs Onça-Pintada

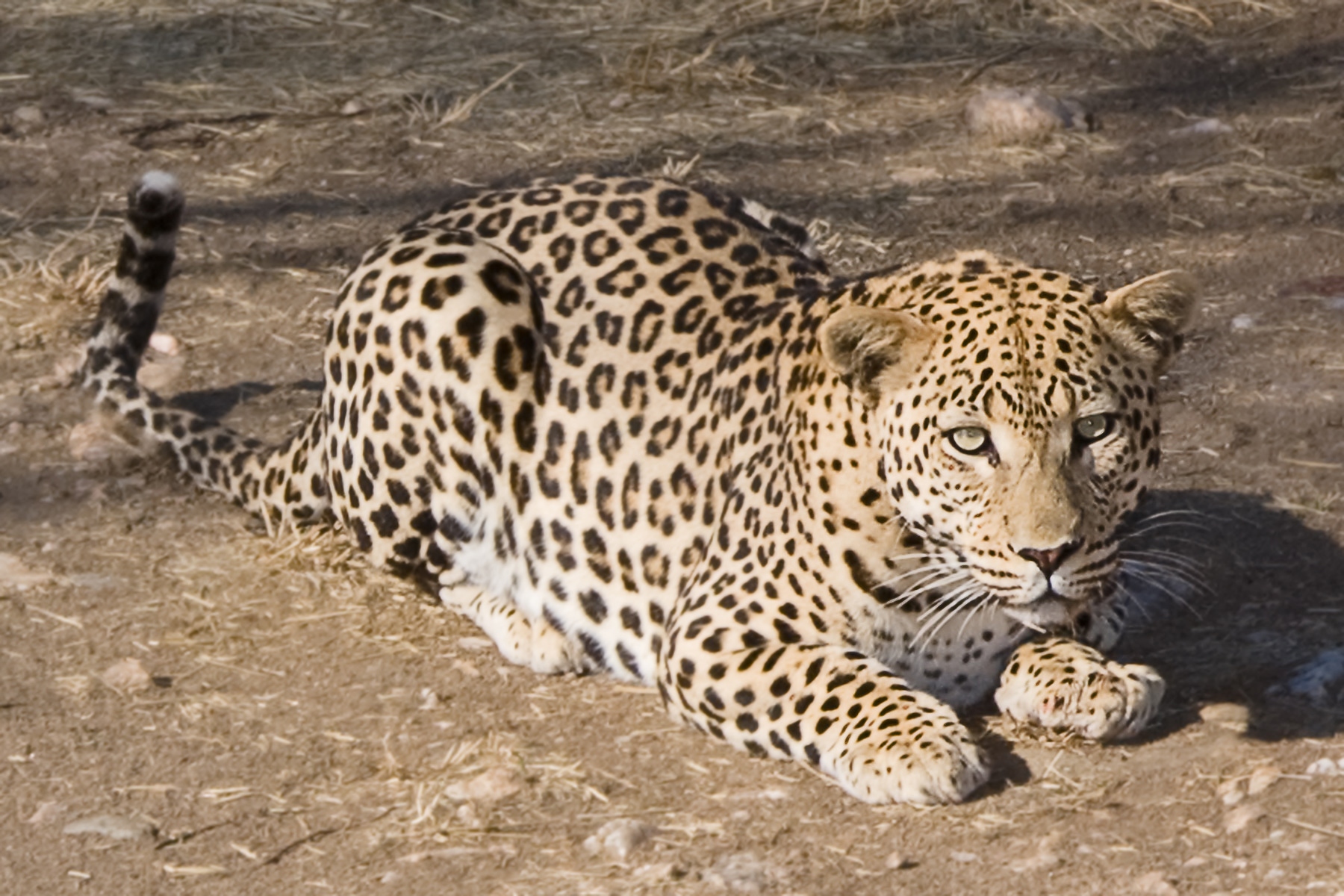
Leopardo
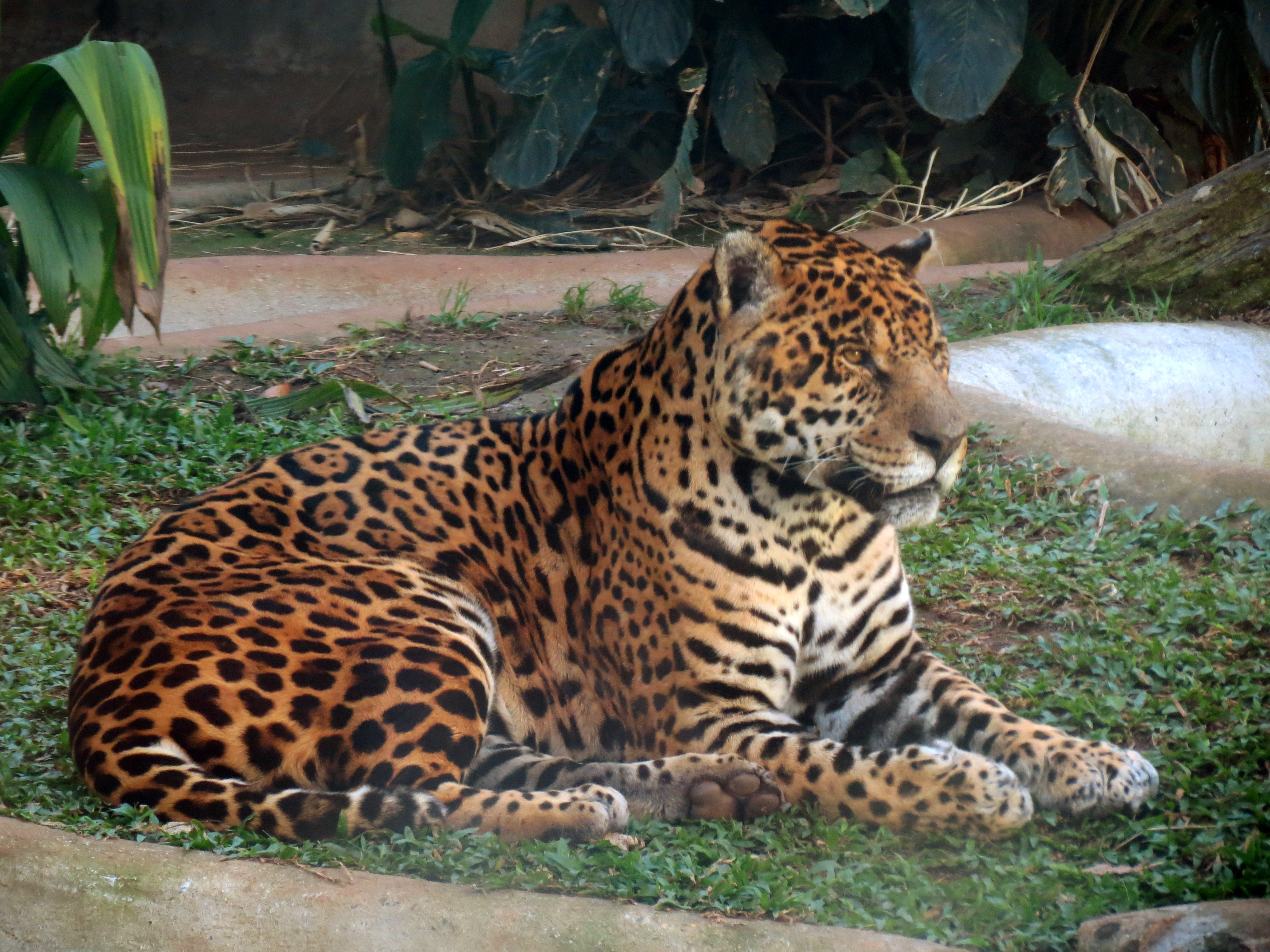
Onça-pintada (Jaguar)

Um leopardo, à primeira vista, parece-se muito com uma onça-pintada. Porém, uma observação mais detalhada mostra que sua padronagem de pelo apresenta diferenças significativas. Enquanto a onça apresenta pintas em forma de rosetas, os leopardos têm manchas menores, escuras de cor sólida. Apresentam também diferenças na morfologia da cabeça. A onça-pintada possui cabeça e corpo mais robustos. O leopardo é menor e mais esguio que a onça-pintada.

## Dieta

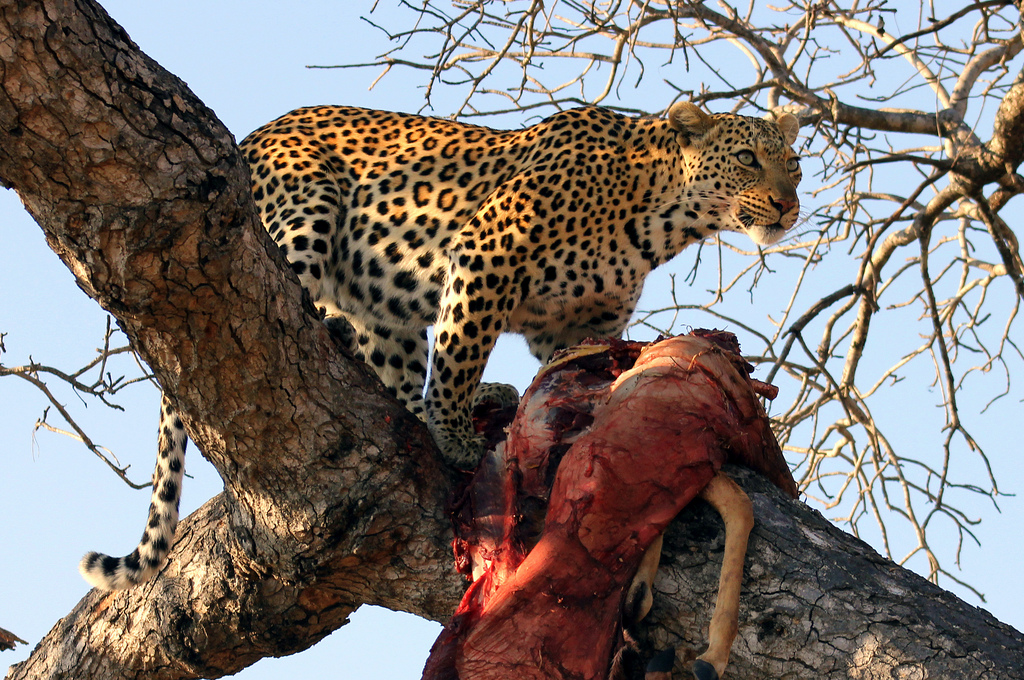
Leopardo com presa abatida em árvore

Um leopardo geralmente caça impalas e por vezes gnus, ruminantes presentes na savana. Às vezes, pode atacar bandos de babuínos quando estes invadem seu território em busca de alimento ou abrigo, e também ocapis, nas florestas do congo. O leopardo usa a sua imensa força e transporta a sua presa para cima de uma árvore para a tirar do alcance de outros predadores como os leões e as hienas. Um leopardo consegue carregar animais seis vezes mais pesados que ele mesmo. Muitas vezes o leopardo com fome pode comer qualquer coisa até mesmo um inseto.

## Símbolo
Como símbolo do safári africano, pertence ao grupo de animais selvagens chamado "big five", correspondente aos 5 animais mais difíceis de serem caçados: leão, leopardo, elefante, búfalo e rinoceronte.

## Subespécies

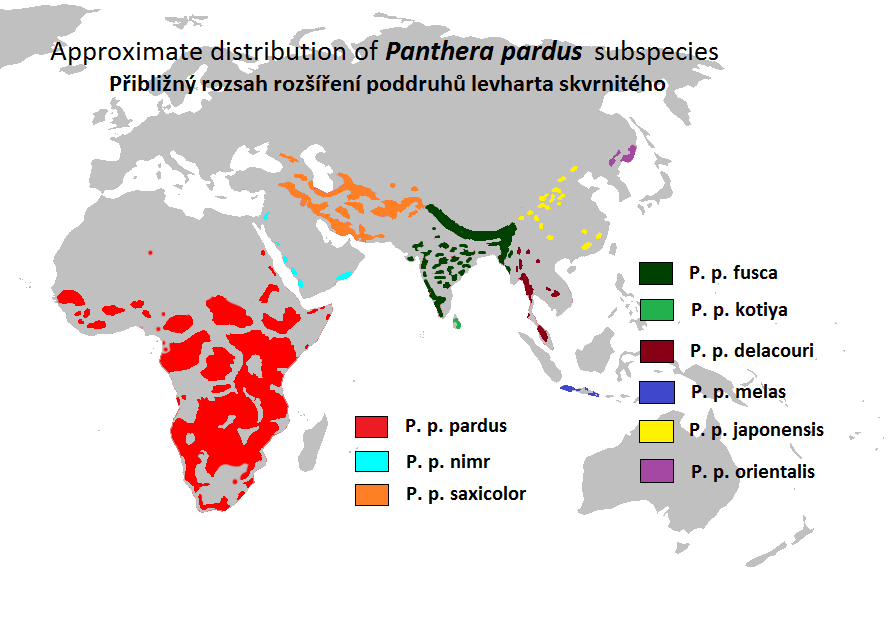
Mapa de distribuição das nove subespécies consideradas válidas

O número total de subespécies é ainda discutido.

### EuropaeÁsia(Eurásia)
- Leopardo-de-amur (Panthera pardus amurensis)
- Leopardo-persa (Panthera pardus saxicolor)
- Leopardo-do-norte-da-china (Panthera pardus japonesis)
- Leopardo-da-anatólia (Panthera pardus tulliana)
- Leopardo-da-arábia[9] (Panthera pardus nimr)
- Leopardo-indiano (Panthera pardus fusca)
- Leopardo-do-ceilão (Panthera pardus kotiya)
- Leopardo-da-indochina (Panthera pardus delacouri)
- Leopardo-de-java (Panthera pardus meas)

- Leopardo-do-cáucaso (Panthera pardus ciscaucasia)
- leopardo das cavernas (Panthera pardus spelaea) (extinto)

### África
- Leopardo-africano (Panthera pardus pardus)
- Leopardo-do-atlas (Panthera pardus panthera)
- Leopardo-do-sinai (Panthera pardus jarvisi) (extinto na natureza)

- Leopardo-de-zanzibar (Panthera pardus adersi) (Possivelmente extinto)